# Варламов, Владимир Титович
Владимир Титович Варламов (16 июня 1936, Мукучи, Кобяйский улус, Якутская АССР — 26 января 2001) — советский и российский спортсмен и журналист; Мастер спорта СССР (1960), лауреат республиканской премии им. Е. М. Ярославского, Заслуженный работник культуры Республики Саха (Якутия).

## Биография
Родился 16 июня 1936 года в селении Мукучи Кобяйского района Якутской АССР, в семье Тита Иннокентьевича Варламова — бывшего красного партизана, который посвятил свою жизнь развитию народного хозяйства Кобяйского улуса. Владимир был старшим ребёнком среди шести братьев и сестер.
В 1955 году он окончил Мастахскую среднюю школу Кобяйского района (ныне улуса), а в 1959 году — историко-филологический факультет Якутского государственного университета (ныне Северо-Восточный федеральный университет). В университете занимался в только что организованной секции по вольной борьбе вместе с Николаем Гоголевым и Дмитрием Даниловым под руководством Василия Румянцева. В 1956 году в весовой категории 62 кг он стал чемпионом республики, и в этом же году стал чемпионом Якутска. В 1959—1960 годах он участвовал во всесоюзных соревнованиях.

### Журналистская деятельность
После окончания университета Владимир Варламов продолжил свою профессиональную карьеру, став журналистом. В 1959—1960 годах он работал лаборантом кафедры русского языка и литературы родного университета. В 1960—1961 годах был заведующий отделом физкультуры и спорта газеты «Эдэр коммунист», в 1962—1966 годах — заведующий отделом пропаганды и агитации этой же газеты. В 1966—1967 годах — собкор газет «Кыым» и «Социалистическая Якутия», в 1967—1968 годах — ответственный секретарь газеты «Советская Колыма», в 1968—1970 годах — заведующий отделом агитации и пропаганды газеты «Эдэр коммунист».
С 1970 года работал в сфере телевидения и радиовещания был главным редактором Республиканского государственного комитета теле- и радиовещания. В 1971—1973 годах учился в отделении журналистики Высшей партийной школе при ЦК КПСС. В 1973—1980 годах — главный редактор редакции экономики Госкомитета телевидения и радиовещания; в 1980—1981 годах — старший редактор отдела агитации и пропаганды этого же комитета, в 1981—1984 годах — заместитель главного редактора редакции общественно-политических передач.
В 1984—1987 годах он был заведующим отделом промышленности газеты «Ленские Маяки», в 1988—1989 годах — собкором газеты «Кыым». В 1989—1991 годах — заместитель заведующего отделом партийной жизни «Кыым»; в 1992—1994 годах заведовал этим отделом.

### Общественная деятельность
В 1995 году Варламов перешел на работу в Администрацию Якутска в качестве руководителя отделом по работе с общественными организациями (по 1997 год); в 1997—1999 годах был помощником вице-президента Республики Саха (Якутия) С. С. Борисова.
Умер 26 января 2001 года. В Якутии проводится республиканский турнир по вольно борьбе в честь В. Т. Варламова.